# Kassari-museum
Het Kassari-museum is een streekmuseum in de Estse plaats Kassari op het eiland Hiiumaa. Het museum bevindt zich in het landhuis Kassari en was van 1967 tot 1990 in gebruik als het Hiiumaa-museum. Het huidige museum is in beheer van de stichting Hiiumaa-museum. Het museum toont het leven in Hiiumaa van de prehistorie tot aan de moderne tijd.
Pikk Maja · Kassari-museum · Mihkli-boerderijmuseum · Rudolf Tobias-huismuseum · Tahkuna-vuurtoren